# Historic Royal Palaces
Historic Royal Palaces è una Fondazione, un ente di beneficenza indipendente creata nel 1998 per gestire i Palazzi reali non occupati.
Essi sono:
- La Tower of London
- Hampton Court Palace
- Kensington Palace (solo Appartamenti di Stato e Orangerie)
- Banqueting House, Whitehall
- Kew Palace con Cottage della Regina Carlotta

L'Historic Royal Palaces è incaricata dal Segretario di Stato per Cultura, Media e Sport per gestire i palazzi per conto del re. Non riceve alcun finanziamento da parte del governo o della corona, dipende solo dal supporto di visitatori, membri, donatori, volontari e sponsor.
È una Organizzazione di beneficenza registrata.
I palazzi reali occupati vengono curati e mantenuti dalla famiglia reale, Sezione Proprietà. Sono tutti aperti al pubblico.

## Lavoro di marketing
Nel 2000 all'artista Stephen Whatley è stato commissionato dall'Historic Royal Palaces e da un pool di partner londinesi, di predisporre una serie di 30 dipinti per la Torre di Londra.
Molte delle opere sono state dipinte in loco ed intorno alla Torre. Altri sono stati ispirati da diverse immagini storiche. Nella primavera del 2001 i dipinti sono stati riprodotti su pannelli in acciaio smalto vitreo disposti lungo le pareti del sottopasso pedonale della Torre, che collega la stazione della metropolitana Tower Hill alla Torre di Londra.